# معتمدية الذهيبة
معتمدية الذهيبة إحدى معتمديات الجمهورية التونسية، تابعة لولاية تطاوين.